# Receptor de acetilcolina

Representación de la estructura molecular de la acetilcolina.

Un receptor de acetilcolina (AChR) es una proteína integral de membrana que responde a la unión del neurotransmisor acetilcolina. Se encuentra principalmente en las terminaciones neuromusculares y tanto en el sistema nervioso central como el periférico.

## Características
El receptor de la acetilcolina es una proteína compuesta por cinco subunidades, denominadas alfa (dos de ellas), beta, gamma y delta (α, β, γ y δ respectivamente).
las miofibrillas se acoplan al sarcoplasma por unidades motoras GAP ubicadas en la periferia del sarcoplasma

## Clasificación
Como el resto de los receptores transmembrana, el receptor de la acetilcolina se clasifica de acuerdo con su farmacología, es decir, de acuerdo a las afinidades relativas y sensibilidad que tiene por diferentes moléculas. Aunque todos los receptores de la acetilcolina, por definición, responden a la acetilcolina, pueden igualmente unirse a otros ligandos.
- Receptor nicotínico (nAChR, llamado también receptor de acetilcolina ionotrópico), que logra unirse con especificidad por la nicotina, de allí su nombre, la acción de la acetilcolina sobre este receptor es excitatoria.
- Receptor muscarínico (mAChR, llamado también receptor de acetilcolina metabotrópico), que logra unirse con especificidad por la muscarina, de allí su nombre, la acción de la acetilcolina sobre este receptor es inhibitoria.

## Funciones
La biología molecular ha demostrado que los receptores muscarínicos y nicotínicos pertenecen a una superfamilia distintiva de proteínas. 

### nAch
Los nAChR son canales iónicos regulados por ligandos que, igual que los otros miembros de este grupo de canales iónicos, están compuestos por cinco subunidades proteicas dispuestas simétricamente como las duelas alrededor de un barril. La composición de cada subunidad varía grandemente de un tejido a otro. Cada subunidad contiene cuatro regiones llamadas M1, M2, M3 y M4, que atraviesa la membrana celular y que está formado por aproximadamente 20 aminoácidos. La región M2 es la que se encuentra más cercana a la luz del poro iónico, por lo que forma el revestimiento de éste.
La unión de la acetilcolina a los terminales amino de cada una de las subunidades alfa resulta en una rotación de 15° en todas las hélices de la subunidad M2. La porción citoplasmática del receptor nicotínico de la acetilcolina tiene anillos cargados negativamente para determinar el catión específico del receptor en cuestión y efectivamente poder remover la cubierta hidratada formada por razón de los iones en solución acuosa. En la región intermedia del receptor, es decir, en la porción de la luz del poro, los residuos valina y leucina (Val 255 y Leu 251) definen una región hidrofóbica por la que el ion deshidratado debe pasar.
El nAChR se encuentra principalmente en los bordes de los pliegues de unión en la unión neuromuscular, del lado postsináptico, y se activa cuando la acetilcolina se libera hacia la sinapsis. La difusión de Na+ y K+ a través del receptor causa la despolarización que causa la apertura de los canales de sodio regulados por voltaje, permitiendo la aparición de un potencial de acción y, ultimadamente, la contracción muscular.

### mAChR
Los receptores muscarínicos de la acetilcolina no son canales de iones, sino que son parte de la superfamilia de receptores acoplados a proteínas G y activan a otros canales iónicos por medio de una cascada mediada por un segundo mensajero.

## Papel en salud y enfermedad
Los receptores nicotínicos (nAChR) pueden ser bloqueados por el curare y otras toxinas presentes en venenos de serpientes y mariscos, tales como la alfa bungaratoxina. Algunos medicamentos como los relajantes musculares son agentes que bloquean la unión neuromuscular al unirse reversiblemente a los receptores nicotínicos, por lo que son usados comúnmente como anestésicos.
Los receptores nicotínicos son los principales medidores de los efectos de la nicotina. En la miastenia gravis, el nAChR es blanco para anticuerpos que producen debilidad muscular. Por su parte, los receptores muscarínicos pueden ser bloqueados por fármacos como la atropina y la escopolamina.
El receptor colinérgico muscarínico activa a la proteína G cuando se une con la acetilcolina extracelular. La subunidad alfa de la proteína G inactiva a la adenilil ciclasa, mientras que la subunidad beta y gamma activan canales de potasio, polarizando a la célula. Esto causa una disminución, por ejemplo, de la actividad cardíaca.